# QNE
Un QNE es código Q que designa un tipo de sistema de referencia presión-altitud en el entorno aeronáutico, el objetivo de estos sistemas de referencia es conocer la altitud de la aeronave con respecto a la presión que en el aire circundante se encuentra (puesto que la altura es inversamente proporcional a la presión, para más información véase «sistemas de referencia presión-altitud»). En el sistema de referencia QNE la presión de referencia es una constante equivalente a 1013,25hPa o 29,92inHg (aproximadamente una media entre todas las presiones tomadas a nivel del mar), por lo que la altura "0 metros" oscilará en torno al nivel del mar (más alto o menos), esto se debe a que a partir de ciertas altitudes la diferencia de presión a una cierta altitud entre dos zonas es despreciable. 
El sistema de referencia QNE es usado para vuelos a una altitud superior a 6000ft (1828,8 metros) salvo excepciones por motivos de seguridad (en las que se usa el sistema de referencia QNH, más preciso). 
Este sistema tiene la ventaja de que usa como presión de referencia una constante, por lo que facilita la labor al piloto al no tener este que estar modificándola constantemente.